# Тріумфальна арка (фільм, 1948)
«Тріумфальна арка» — американський фільм, знятий Enterprise Productions у 1948 році. Фільм був створений Льюїсом Майлстоуном за романом Еріха Марії Ремарка. Кінозірки Інгрід Бергман, Чарльз Бойер і Чарльз Лотон з Луї Калерном.

## Сценарій
Перед Другою Світовою Війною Париж переповнений нелегальними біженцями з Німеччини, що рятуються від примусової депортації. Один з них — лікар Равік (Чарльз Бойер), який нелегальними операціями допомагає іншим біженцям. Він випадково рятує Джоан Маду (Інгрід Бергман) від самогубства після раптової смерті її коханого. Вони закохуються, але незабаром Равіка висилають з країни, а Джоан стає утриманкою багатія Алекса. Весь цей час Равік бажає помститися нацистському чиновникові Гааке (Чарльз Лоутон).

## У ролях
- Інгрід Бергман — Джоан Маду
- Чарльз Бойер — доктор Равік
- Чарльз Лотон — Гааке
- Луї Келхерн — Борис Морозов
- Роман Бонен — доктор Вебер
- Едвард Бромберг — менеджер готелю у Вердене
- Стівен Бекас — Алекс
- Курт Боїс — офіціант
- Арт Сміт — інспектор